# Лас-Месас
Лас-Месас (ісп. Las Mesas) — муніципалітет в Іспанії, у складі автономної спільноти Кастилія-Ла-Манча, у провінції Куенка. Населення — 2563 особи (2010).
Муніципалітет розташований на відстані близько 140 км на південний схід від Мадрида, 90 км на південний захід від Куенки.

## Демографія
Динаміка населення (INE ):